# 집게발

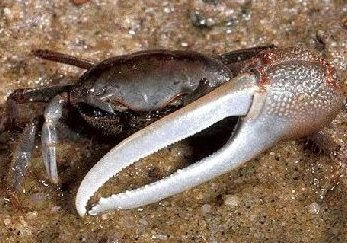
Minuca pugnax(농게) 및 달랑게과의 다른 속들은 제각기 크기가 다른 집게발을 가지고 있다.(왼집게발이 오른집게발보다 더 크다.

집게발은 일부 절지동물의 특정 다리 끝에 있는 집게 모양의 기관을 말한다. 영칭 '킬라'(chela. 복수형: chelae)는 고전 그리스어 χηλή(켈레)가 근대 라틴어로 넘어오면서 chela(켈라)로 바뀐 것이다. 집게발을 가진 다리를 집게다리(cheliped)라 한다. 대부분의 집게발에 발톱처럼 휘어있고 뾰족한 부분이 있어 '집게발톱'(claw)이라고 부른다.

절지동물의 집게발 메커니즘.</br>가락마디(밝은 회색), 근육(붉은색), 내돌기/안쪽 힘줄(파란색), 관절구(노란색), 관절막(분홍색)

집게발은 절지동물의 다리 끝에 해당하며 더듬이다리의 일종이기도 하다. 일부 앉은뱅이류의 경우, 집게가 달린 수염다리에 독액이 들어있다. 집게발은 기능상 협각류에서 구기의 일종으로 사용되는 협각과 겹친다. 거미의 경우 보통 독샘이 들어 있지만, 다른 협각류 동물에서는 독샘 없이 집게발만 있기도 한다.

## 용도
집게발은 용도 범위가 매우 다양하지만 대부분은 먹이를 다루거나 방어하는 것에 흔히 쓰인다. 이런 모습들은 종종 집게발의 형태에 반영된다. 예를 들어 달랑게과 및 딱총새우과에 속하는 일부 갑각류들은 집게발톱 사이에 비대칭성을 보여준다. 방어 및 구애 목적으로 사용되는 커다란 집게발과 먹이를 다듬거나 집어드는 용도로 사용되는 작은 집게발을 보유하고 있다. 일부 종들의 경우, 집게발의 비대칭성은 성적 이형 요소가 될 수 있는 반면, 전갈 같은 다른 종들은 그런 모습이 없다. 이러한 비대칭형 집게발의 특수화 예시는 큰발톱딱총새우(Alpheus heterochaelis)에서 찾아볼 수 있다. 이 새우의 커다란 딱총 집게발은 이 새우의 커다란 딱총집게발은 물보라를 발사하여 커다랗게 터지는 소리를 내기 위해 강제로 닫아 딱총 소리를 낼 수 있어 포식자와 다른 동물 종들을 막는 데 사용한다.
전갈의 경우 집게발은 보통 먹이를 잡은 다음 독침에서 흘러나오는 독액을 주입시켜 먹이를 제압하는 데 사용되지만, 일부 종은 먹이를 제압하는 데 전적으로 집게발만을 사용한다. 또한 집게발을 방패로 삼아 자신의 몸을 보호하는 데에 사용해 방어용으로 쓴다. 더듬이다리 끝에 달리며 곤충의 더듬이와 방식이 비슷한 감각모로 뒤덮여 있다.
집게발의 또 다른 용도로는 땅 파기, 굴 파기, 등반이 있다. 집게발은 또한 많은 종들의 짝짓기 의식 도중에 중요한 역할을 한다. 예를 들어, 비대칭적인 집게발을 가진 종들은 커다란 집게발을 과시용으로 사용하여 짝을 유혹한다. 짝짓기 행위에도 사용되어 수컷의 경우 종종 이를 사용해 암컷을 붙잡는다.

## 같이 보기
- 집게 (도구)